# Бирск
Бирск (рус. Бирск) град је у Русији у Башкортостану. Налази се на правом обале ријеке Бијелој. Према попису становништва из 2010. у граду је живело 41635 становника.

## Становништво
Према прелиминарним подацима са пописа, у граду је 2010. живело 41.635 становника.
| 1939.  | 1959.  | 1970.  | 1979.  | 1989.  | 2002.  | 2010.  |
| ------ | ------ | ------ | ------ | ------ | ------ | ------ |
| 18.825 | 24.837 | 29.607 | 30.234 | 34.881 | 40.000 | 41.635 |